# Салустий
Вижте пояснителната страница за други личности с името Салустий.
Гай Салустий Крисп (лат. Gaius Sallustius Crispus) е римски историк и политик от I век пр. Хр. Поради превъзходния си стил, динамичното изложение и умелото тълкуване на причините и същността на събитията Салустий основателно се смята за един от най-значимите и влиятелни римски историци.

## Биография
Роден на 1 октомври 86 г. пр. Хр в конническо семейство в сабинския град Амитерн, Салустий рано се преселва в Рим, където получава реторическо образование. На младини участва активно в политическия живот, като се присъединява към Цезар и партията на популарите. През 59 г. пр. Хр или малко по-късно става квестор, а през 52 г. пр. Хр. е избран за народен трибун. През същата година Клодий, един от водачите на популарите, е убит от привърженици на Милон и това дава повод на Салустий да започне яростна кампания срещу Милон, неговия защитник Цицерон и партията на оптиматите. През 51 г. пр. Хр. Салустий е наместник на провинция Сицилия и след завръщането си в Рим е изключен от сената от цензорите Апий Клавдий Пулхер и Луций Калпурний Пизон по обвинение в безнравственост, а всъщност заради политическата си дейност. През 49 г. пр. Хр. с помощта на Цезар Салустий е върнат в Сената и е избран отново за квестор. В Гражданската война (49 – 45 г. пр. Хр.) се сражава на страната на Цезар, като едва не загубва живота си. През 46 г. пр. Хр. участва във военните действия в Африка, завършили с победата при Тапс, след което е назначен за управител на провинция Нова Африка (Нумидия). По време на наместничеството си Салустий се обогатява неимоверно и след завръщането си е обвинен в получаване на подкупи, като единствено намесата на Цезар го спасява от наказание. С придобитите богатства Салустий купува огромен парк на хълма Квиринал в Рим – т.нар. „Салустиеви градини“ (horti Sallustiani), където си изгражда разкошна вила. След убийството на Цезар (15 март 44 г. пр. Хр.) Салустий, загубил влиятелния си покровител, се оттегля от обществения живот и се посвещава на литературата. Умира на 13 май 34 г. пр. Хр. Според други източници вероятно умира в 35 г. пр. Хр.

## Произведения
Първите си произведения Салустий създава още по време на политическата си кариера. През 54 г. пр. Хр. пише Памфлет срещу Цицерон (Invectiva in Ciceronem), в който обвинява своя противник в непочтеност и политическо непостоянство. Двете Писма до Цезар за държавата (Epistulae ad Caesarem de re publica) от 50 и 46 г. пр. Хр. съдържат предложения за обществено-политически реформи. След отказа си от политиката Салустий написва трите си основни исторически съчинения.
Заговорът на Катилина (Coniuratio Catilinae) е историческа монография, създадена през 43 – 42 г. пр. Хр. и посветена на смутните събития от 63 г. пр. Хр., когато Катилина, след като загубил изборите за консул от Цицерон, решил да се добере до властта чрез насилие. Предполага се, че една от целите на съчинението на Салустий е била да разсее съществуващите съмнения за участието на Цезар в заговора. Освен това образът на знатния, но порочен Катилина е изключително подходящ за търсените от Салустий внушения за нестабилността и моралния упадък на римското общество.
Югуртинската война (Bellum Iugurthinum), създадена през 41 – 40 г. пр. Хр., описва войната на Рим с нумидийския цар Югурта (111 – 105 г. пр. Хр.). Изборът на тази тема би могъл да се свърже с наместничеството на Салустий в Нумидия. Но същинската цел на съчинението отново е да разкрие продажността и алчността на римските нобили и да представи дълбоката криза в Рим.
От последното произведение на Салустий, История (Historiae) в пет книги, посветена на събитията между 78 и 67 г. пр. Хр. и вероятно представляваща продължение на Историята на Сизена, са запазени незначителни фрагменти.
На съчиненията на Салустий е присъщ сбит и сентенциозен стил и архаичен и поетичен език. Както при Тукидид, с когото често е сравняван, важно значение имат речите, произнасяни от главните участници в събитията. Чрез тези речи и чрез майсторските характеристики на отделните личности (Катилина, Цезар и Катон в „Заговора на Катилина“, Югурта, Марий и Сула в „Югуртинската война“) Салустий успява да внуши песимистичните си възгледи за обществото и отношението си към политическите борби в Рим. Идеите му са изказани експлицитно и в уводите към монографиите, както и в множество екскурси при описанията на конкретните исторически събития. За Салустий Рим е дължал величието си на някогашната висока нравственост, която – вследствие на неоправданите стремежи и несъвършената природа на хората – постепенно е отстъпила пред всеобщата поквара, като изконните римски ценности са били отречени. Външните опасности в продължение на векове са сплотявали римляните, но след превръщането на Рим в непобедима световна сила упадъкът и задълбочаващата се разруха са били неминуеми.

### Съчиненията на Салустий с български преводи
Bellum Catilinae
- [Съзаклятието на Катилина, прев. Д. Карадимчев]
- [Заговорът на Катилина, прев. М. Марков]

Bellum Iugurthinum
- [Войната с Югурта (откъси), прев. Ат. Памуков]
- [Югуртинската война, прев. М. Марков]

Fragmenta historiarum
- [История – фрагменти, прев. Н. Георгиева]

Ad Caesarem de re publica
- [Писма до Цезар за държавата, прев. Н. Георгиева]

### Латински произведения с английски преводи
- at LacusCurtius (J. C. Rolfe, 1921):
  - Bellum Catilinae
  - Bellum Iugurthinum
  - Invectiva in Ciceronem (uncertain authorship, sometimes attributed to Sallust)
  - Oratio ad Caesarem (uncertain authorship)

- Произведения на Sallust в  проекта Гутенберг (Schmitz and Zumpt, 1848):
  - Bellum Catilinae
  - Bellum Iugurthinum
- at Perseus:
  - Bellum Catilinae
  - Bellum Iugurthinum
- at Attalus.org:
  - Fragmenta Historiarum (translation of selected fragments)
  - Fragmenta Historiarum (Latin text of all surviving fragments)
- at Latin Teaching Materials Архив на оригинала от 2007-10-30 в Wayback Machine. (2007)
  - Bellum Catilinae

## Издания
- Салустий. Исторически съчинения. С., Наука и изкуство, 1982 (Световно историческо наследство).